# Bisdom Bilbao
Het bisdom Bilbao (Latijn: Dioecesis Flaviobrigensis) is een rooms-katholiek bisdom met als zetel Bilbao, hoofdstad van de provincie Biskaje, in Spanje. Het bisdom is suffragaan aan het aartsbisdom Burgos.

## Geschiedenis
Het bisdom werd opgericht op 2 november 1949, uit delen van de bisdommen Santander en Vitoria.

## Parochies
Het bisdom had in 2020 een oppervlakte van 2.193 km2 en telde 1.142.853 inwoners waarvan 87,6% rooms-katholiek was.

## Speciale gebouwen
- Santiagokathedraal, Bilbao (kathedraal, basiliek, werelderfgoed)
- Basílica de la Asunción de Nuestra Señora, Lekeitio (basiliek)
- Basílica de la Purísima Concepción, Elorrio (basiliek)
- Basílica de Nuestra Señora de Begoña, Bilbao (basiliek)
- Basílica de Santa María de Portugalete, Portugalete (basiliek)
- Basílica de Santa María de Uribarri, Durango (basiliek)
- Colegiata de la Asunción de María, Ziortza-Bolibar (werelderfgoed als onderdeel van de Pelgrimsroute naar Santiago de Compostella)

## Bisschoppen
- Casimiro Morcillo González (13 mei 1950 - 21 september 1955)
- Pablo Gúrpide Beope (19 december 1955 - 18 november 1968)
- Antonio Añoveros Ataún (3 december 1971 - 25 september 1978)
  - Juan María Uriarte Goiricelaya (hulpbisschop: 17 september 1976 - 17 oktober 1991)
- Luis María de Larrea y Legarreta (16 februari 1979 - 8 september 1995 )
- Ricardo Blázquez Pérez (8 september 1995 - 13 maart 2010; later kardinaal)
  - Carmelo Echenagusia Uribe (hulpbisschop: 8 september 1995 - 5 februari 2008)
- Mario Iceta Gavicagogeascoa (24 augustus 2010 - 6 oktober 2020; hulpbisschop sinds 5 februari 2008)
- Joseba Segura Etxezarraga (11 mei 2021 - heden; hulpbisschop sinds 12 februari 2019, administrator sinds 6 december 2020)

Burgos (aartsbisdom) · Bilbao · Osma-Soria · Palencia · Vitoria